# Swedish Open 2011 - Qualificazioni singolare femminile
Le qualificazioni del singolare femminile dello  Swedish Open 2011 sono state un torneo di tennis preliminare per accedere alla fase finale della manifestazione. I vincitori dell'ultimo turno sono entrati di diritto nel tabellone principale. In caso di ritiro di uno o più giocatori aventi diritto a questi sono subentrati i lucky loser, ossia i giocatori che hanno perso nell'ultimo turno ma che avevano una classifica più alta rispetto agli altri partecipanti che avevano comunque perso nel turno finale.

## Giocatrici

### Teste di serie
1. Arantxa Rus (ritiro per continuare a partecipare all'International Country Cuneo 2011)
2. Mona Barthel (qualificata)
3. Valerija Savinych (secondo turno)
4. Alexandra Cadânţu (secondo turno)

1. Lara Arruabarrena-Vecino (secondo turno)
2. Anna-Lena Grönefeld (secondo turno)
3. Kristína Kučová (secondo turno)
4. Lenka Wienerová (secondo turno)

### Qualificate
1. Tetjana Arefyeva
2. Mona Barthel

1. Alizé Lim
2. Olivia Rogowska

## Tabellone qualificazioni

### Sezione 1
|  | Primo turno         | Primo turno             | Primo turno             | Primo turno | Primo turno |  |  | Secondo turno       | Secondo turno       | Secondo turno       | Secondo turno    | Secondo turno |   |   | Ultimo turno        | Ultimo turno        | Ultimo turno | Ultimo turno | Ultimo turno |  |
|  |                     |                         |                         |             |             |  |  |                     |                     |                     |                  |               |   |   |                     |                     |              |              |              |  |
|  | Alt                 | Madeleine Saari-Byström | Madeleine Saari-Byström | 1           | 2           |  |  |                     |                     |                     |                  |               |   |   |                     |                     |              |              |              |  |
|  |                     | Anastasia Grymalska     | Anastasia Grymalska     | 6           | 6           |  |  | Anastasia Grymalska | Anastasia Grymalska | 6                   | 4                | 4             |   |   |                     |                     |              |              |              |  |
|  | Līga Dekmeijere     | Līga Dekmeijere         | Līga Dekmeijere         | 1           | 3           |  |  | Karolina Wlodarczak | Karolina Wlodarczak | 0                   | 6                | 1r            |   |   |                     |                     |              |              |              |  |
|  | Karolina Wlodarczak | Karolina Wlodarczak     | Karolina Wlodarczak     | 6           | 6           |  |  |                     |                     |                     |                  |               |   |   | Anastasia Grymalska | Anastasia Grymalska | 6            | 1            | 5            |  |
|  | WC                  | Matilda Hamlin          | Matilda Hamlin          | 2           | 3           |  |  |                     |                     | Tetjana Arefyeva    | Tetjana Arefyeva | 1             | 6 | 7 |                     |                     |              |              |              |  |
|  |                     | Tetjana Arefyeva        | Tetjana Arefyeva        | 6           | 6           |  |  |                     | Tetjana Arefyeva    | Tetjana Arefyeva    | 6                | 6             |   |   |                     |                     |              |              |              |  |
|  |                     | Isabella Holland        | Isabella Holland        | 1           | 4           |  |  | 6                   | Anna-Lena Grönefeld | Anna-Lena Grönefeld | 0                | 3             |   |   |                     |                     |              |              |              |  |
|  | 6                   | Anna-Lena Grönefeld     | Anna-Lena Grönefeld     | 6           | 6           |  |  |                     |                     |                     |                  |               |   |   |                     |                     |              |              |              |  |

### Sezione 2
|  | Primo turno | Primo turno           | Primo turno           | Primo turno | Primo turno |  |  | Secondo turno | Secondo turno   | Secondo turno   | Secondo turno   | Secondo turno   |   |   | Ultimo turno | Ultimo turno | Ultimo turno | Ultimo turno | Ultimo turno |  |
|  |             |                       |                       |             |             |  |  |               |                 |                 |                 |                 |   |   |              |              |              |              |              |  |
|  | 2           | Mona Barthel          | Mona Barthel          | 6           | 6           |  |  |               |                 |                 |                 |                 |   |   |              |              |              |              |              |  |
|  | WC          | Paulina Milosavljevic | Paulina Milosavljevic | 2           | 2           |  |  | 2             | Mona Barthel    | 4               | 712             | 6               |   |   |              |              |              |              |              |  |
|  | WC          | Brenda Njuki          | Brenda Njuki          | 1           | 3           |  |  |               | Gail Brodsky    | 6               | 610             | 1               |   |   |              |              |              |              |              |  |
|  |             | Gail Brodsky          | Gail Brodsky          | 6           | 6           |  |  |               |                 |                 |                 |                 |   |   | 2            | Mona Barthel | Mona Barthel | 6            | 7            |  |
|  | WC          | Rebecca Poikajarvi    | Rebecca Poikajarvi    | 0           | 1           |  |  |               |                 |                 | Scarlett Werner | Scarlett Werner | 4 | 5 |              |              |              |              |              |  |
|  |             | Scarlett Werner       | Scarlett Werner       | 6           | 6           |  |  |               | Scarlett Werner | Scarlett Werner | 6               | 6               |   |   |              |              |              |              |              |  |
|  |             | Emma Laine            | Emma Laine            | 2           | 0           |  |  | 8             | Lenka Wienerová | Lenka Wienerová | 2               | 4               |   |   |              |              |              |              |              |  |
|  | 8           | Lenka Wienerová       | Lenka Wienerová       | 6           | 6           |  |  |               |                 |                 |                 |                 |   |   |              |              |              |              |              |  |

### Sezione 3
|  | Primo turno      | Primo turno              | Primo turno              | Primo turno | Primo turno |  |  | Secondo turno | Secondo turno            | Secondo turno            | Secondo turno | Secondo turno |   |   | Ultimo turno | Ultimo turno | Ultimo turno | Ultimo turno | Ultimo turno |  |
|  |                  |                          |                          |             |             |  |  |               |                          |                          |               |               |   |   |              |              |              |              |              |  |
|  | 3                | Valerija Savinych        | 4                        | 6           | 6           |  |  |               |                          |                          |               |               |   |   |              |              |              |              |              |  |
|  |                  | Ana Vrljić               | 6                        | 2           | 2           |  |  | 3             | Valerija Savinych        | Valerija Savinych        | 5             | 3             |   |   |              |              |              |              |              |  |
|  | Alizé Lim        | Alizé Lim                | Alizé Lim                | 6           | 6           |  |  |               | Alizé Lim                | Alizé Lim                | 7             | 6             |   |   |              |              |              |              |              |  |
|  | Dalila Jakupovič | Dalila Jakupovič         | Dalila Jakupovič         | 3           | 2           |  |  |               |                          |                          |               |               |   |   | Alizé Lim    | Alizé Lim    | 63           | 7            | 6            |  |
|  | WC               | Louise Brunskog          | Louise Brunskog          | 2           | 2           |  |  |               |                          | Justine Ozga             | Justine Ozga  | 7             | 5 | 1 |              |              |              |              |              |  |
|  |                  | Justine Ozga             | Justine Ozga             | 6           | 6           |  |  |               | Justine Ozga             | Justine Ozga             | 6             | 6             |   |   |              |              |              |              |              |  |
|  |                  | Karen Barbat             | Karen Barbat             | 0           | 0           |  |  | 5             | Lara Arruabarrena-Vecino | Lara Arruabarrena-Vecino | 3             | 4             |   |   |              |              |              |              |              |  |
|  | 5                | Lara Arruabarrena-Vecino | Lara Arruabarrena-Vecino | 6           | 6           |  |  |               |                          |                          |               |               |   |   |              |              |              |              |              |  |

### Sezione 4
|  | Primo turno           | Primo turno           | Primo turno        | Primo turno | Primo turno |  |  | Secondo turno | Secondo turno     | Secondo turno   | Secondo turno   | Secondo turno |    |   | Ultimo turno | Ultimo turno | Ultimo turno | Ultimo turno | Ultimo turno |  |
|  |                       |                       |                    |             |             |  |  |               |                   |                 |                 |               |    |   |              |              |              |              |              |  |
|  | 4                     | Alexandra Cadânţu     | Alexandra Cadânţu  | 6           | 6           |  |  |               |                   |                 |                 |               |    |   |              |              |              |              |              |  |
|  | WC                    | Valeria Osadchenko    | Valeria Osadchenko | 2           | 1           |  |  | 4             | Alexandra Cadânţu | 7               | 4               | 64            |    |   |              |              |              |              |              |  |
|  | Ashley Weinhold       | Ashley Weinhold       | Ashley Weinhold    | 4           | 2           |  |  |               | Elena Bovina      | 64              | 6               | 7             |    |   |              |              |              |              |              |  |
|  | Elena Bovina          | Elena Bovina          | Elena Bovina       | 6           | 6           |  |  |               |                   |                 |                 |               |    |   | Elena Bovina | Elena Bovina | 6            | 6            | 2            |  |
|  | Eva Fernández-Brugués | Eva Fernández-Brugués | 6                  | 3           | 3           |  |  |               |                   | Olivia Rogowska | Olivia Rogowska | 2             | 78 | 6 |              |              |              |              |              |  |
|  | Olivia Rogowska       | Olivia Rogowska       | 4                  | 6           | 6           |  |  |               | Olivia Rogowska   | Olivia Rogowska | 6               | 6             |    |   |              |              |              |              |              |  |
|  | WC                    | Beatrice Cedermark    | Beatrice Cedermark | 1           | 0           |  |  | 7             | Kristína Kučová   | Kristína Kučová | 2               | 2             |    |   |              |              |              |              |              |  |
|  | 7                     | Kristína Kučová       | Kristína Kučová    | 6           | 6           |  |  |               |                   |                 |                 |               |    |   |              |              |              |              |              |  |